# Aplocera iranica
Aplocera iranica är en fjärilsart som beskrevs av Leo Schwingenschuss 1955. Aplocera iranica ingår i släktet Aplocera och familjen mätare. Inga underarter finns listade i Catalogue of Life.